# Maladera cardoni
Maladera cardoni är en skalbaggsart som beskrevs av Brenske 1896. Maladera cardoni ingår i släktet Maladera och familjen Melolonthidae. Inga underarter finns listade i Catalogue of Life.